# Asura dentifera
Asura dentifera là một loài bướm đêm thuộc phân họ Arctiinae, họ Erebidae.